# В ритме сердца
«В ритме сердца» (англ. In a Heartbeat — фраз. «В мгновение ока») — короткометражный компьютерный мультипликационный фильм, снятый в 2017 году; дипломная работа студентов Ринглингского колледжа изобразительных искусств и дизайна Бет Дэвид и Эстебана Браво.

## Сюжет
Шервин — застенчивый рыжеволосый мальчик, прибегает в школу, ожидая прихода красавца Джонатана. Шервин прячется в кроне дерева и любуется Джонатаном, проходящим мимо, читая книгу и поедая яблоко. Внезапно сердце Шервина начинает бешено биться, затем оно очеловечивается и, выскочив из его груди, начинает преследовать Джонатана. Рыжик пытается поймать и спрятать своё сердце, что приводит к различным неловким столкновениям с Джонатаном. Наконец, Шервин, гоняясь за своим сердцем в школе, ловит его, но то намертво ухватывает Джонатана за руку. Положение становится неудобным, когда другие ученики наблюдают за ними с безмолвным недоумением. Сердце разрывается надвое, и Шервин убегает с одной его половинкой. Шервин понуро сидит на газоне в школьном дворе, где его находит Джонатан. Он соединяет половинки сердца рыжика, и оно радостно оживает. Джонатан садится рядом. Сцена гаснет, оставляя лишь светящиеся сердца Шервина и Джонатана, которые сливаются в одно.

## Роли озвучивали
- Николас Дж. Эйнсуорт
- Келли Донохью

## История создания
Мультфильм был создан 24-летним Эстебаном Браво и 21-летней Бет Дэвид, студентами Ринглингского колледжа изобразительных искусств и дизайна. Деньги на проект были собраны благодаря сайту Kickstarter.
Ролик был опубликован на Youtube 31 июля и за первую неделю получил более 20 миллионов просмотров.

## Критика
«В ритме сердца» получил в основном положительные отзывы за анимацию, сценарий, а также гоморомантический подтекст. В общей сложности короткометражная картина набрала на YouTube более 42 млн просмотров (включая просмотры через Facebook и Twitter). Видео со своими реакциями выложили в сеть основатели Fine Brothers Entertainment. Попал в чарт 10 самых популярных видео на YouTube 2017 года.

## Награды и номинации
- 2017 Animation Shorts Film Festival — официальный конкурс
- 2017 ASIFA-SOUTH Animation Conference and Festival — официальный конкурс
- 2017 Lake View International Film Festival — приз жюри
- 2017 North Carolina Gay and Lesbian Film Festival — приз жюри
- 2017 Trinity Film Festival — Alumni Choice Award
- TAIS Animation Showcase 2017 — официальный конкурс